# Karlheinz Schmidthüs
Karlheinz Schmidthüs (* 10. Februar 1905 in Dortmund; † 21. Februar 1972 in Freiburg im Breisgau) war ein deutscher Publizist, Chefredakteur und Herausgeber.

## Leben
Karlheinz Schmidthüs studierte Jura und Theologie sowie Philologie. Er war Mitglied im Quickborn-Arbeitskreis und Freund von Romano Guardini. Für die von Guardini initiierte Zeitschrift „Die Schildgenossen“ der katholischen Jugendbewegung Quickborn übernahm er 1927 die Leitung. 1940 wurde die zweimonatlich erscheinende Zeitschrift von den Nationalsozialisten eingestellt. Er war von 1927 bis 1934 Lehrer an einer englischen Schule.
Schmidthüs war 1946 Gründer, erster Chefredakteur (bis 1960) und Herausgeber (bis 1972) der Herder Korrespondenz, einer im Freiburger Verlag Herder erscheinenden, unabhängigen Monatszeitschrift. 1947 war er Mitherausgeber von Wort und Wahrheit, einer österreichischen Monatszeitschrift für Religion und Kultur.
Er war Mitglied des geschäftsführenden Ausschusses des Zentralkomitees der deutschen Katholiken. 
1952 wurde er von Kardinal-Großmeister Nicola Kardinal Canali zum Ritter des Ritterordens vom Heiligen Grab zu Jerusalem ernannt und am 8. Dezember 1952 im Kölner Dom durch Lorenz Jaeger, Großprior der deutschen Statthalterei, investiert. Er war dessen Großoffizier.
| Personendaten    | Personendaten                                        |
| ---------------- | ---------------------------------------------------- |
| NAME             | Schmidthüs, Karlheinz                                |
| ALTERNATIVNAMEN  | Schmidthues, Karlheinz; Schmidthüs, K.H.             |
| KURZBESCHREIBUNG | deutscher Publizist, Chefredakteur sowie Herausgeber |
| GEBURTSDATUM     | 10. Februar 1905                                     |
| GEBURTSORT       | Dortmund                                             |
| STERBEDATUM      | 21. Februar 1972                                     |
| STERBEORT        | Freiburg im Breisgau                                 |